# Валері Бріско-Гукс
Валері Бріско-Гукс (6 липня 1960) — американська легкоатлетка.

## Досягнення
- Олімпійська чемпіонка: Лос-Анджелес 1984 (біг на 200 метрів, біг на 400 метрів, естафета 4×400 метрів)
- Срібна призерка Олімпійських ігор: Сеул 1988 (естафета 4×400 метрів)